# Andrzej Staniszewski
Andrzej Staniszewski (ur. 26 kwietnia 1948 w Makowie Mazowieckim) – polski literaturoznawca, specjalista w zakresie folklorystyki, historii literatury, kultury, mediów, dr hab. nauk humanistycznych, profesor zwyczajny Państwowej Wyższej Szkoły Zawodowej w Ciechanowie i Instytutu Dziennikarstwa i Komunikacji Społecznej Wydziału Humanistycznego Uniwersytetu Warmińsko-Mazurskiego w Olsztynie.

## Życiorys
W 1974 ukończył studia filologii polskiej na Uniwersytecie Mikołaja Kopernika w Toruniu, w 1978 obronił pracę doktorską Struktura gatunkowa poematu dygresyjnego, w 1987 habilitował się na podstawie pracy zatytułowanej Tradycja czarnoleska na Mazurach. 15 lutego 1996 nadano mu tytuł profesora w zakresie nauk humanistycznych. Objął funkcję profesora zwyczajnego w Państwowej Wyższej Szkole Zawodowej w Ciechanowie oraz w Instytucie Dziennikarstwa i Komunikacji Społecznej na Wydziale Humanistycznym Uniwersytetu Warmińsko-Mazurskiego w Olsztynie.
Był dyrektorem Instytutu Dziennikarstwa i Komunikacji Społecznej (2004–2009), a także dziekanem na Wydziale Humanistycznym Uniwersytetu Warmińsko-Mazurskiego w Olsztynie (1999–2005) oraz członkiem prezydium Polskiej Komisji Akredytacyjnej i przewodniczącym Zespołu Kierunków Studiów Humanistycznych Polskiej Komisji Akredytacyjnej. W latach 1990–1993 był dziekanem Wydziału Humanistycznego Wyższej Szkoły Pedagogicznej w Olsztynie, a w latach 1993–1999 ostatnim rektorem tej uczelni (wybrany na jego następcę Józef Górniewicz nie objął już funkcji w związku z powołaniem Uniwersytetu Warmińsko-Mazurskiego). 